# Werner Ehrenforth
Werner Ehrenforth (* 24. Januar 1939 in den Masuren; † 25. Februar 2002 in Leipzig) war ein deutscher Aphoristiker.

## Leben
Ehrenforth, der seit den 1970er Jahren in Leipzig wohnte, übte zunächst viele Tätigkeiten aus, er war: „Brunnenarbeiter, Traktorist, Kellner, Gütekontrolleur, Heizer, Betriebswirtschaftler“ und studierte Theologie. Vor der Wende arbeitete der gelernte Ingenieurökonom als wissenschaftlicher Mitarbeiter in der Entwicklungsabteilung bei TAKRAF. 2002 erlag er einem mehrjährigen Krebsleiden.

## Werk
Ehrenforth schrieb Aphorismen, die zu einem großen Teil auf der „Umkehrung des landläufigen Sinnes von Worten, Wendungen, Denkweisen“ beruhen und, da er auch Autor von Kurzfabeln war, häufig Redensarten mit Tiermetaphern weiterführen. Insbesondere der Band Die unsterbliche Eintagsfliege enthält separate Kapitel mit „manipulierten Sprichwörtern [S. 21–33], erweiterten Redensarten [S. 46–56] und erfundenen Wellerismen [S. 69–76].“ Der Parömiologe Wolfgang Mieder sieht in Ehrenforth einen „Virtuose[n] auf dem Gebiet innovativer Sagwörter“, dem eine indirekte „sozialpolitische Kulturkritik“ gelang. Die Indirektheit hebt auch der Literaturwissenschaftler und Aphorismenforscher Friedemann Spicker hervor, der jedoch Ehrenforths Werk insgesamt kritischer beurteilt und „durchsichtige“ sprachliche Techniken sowie überwiegende politische Systemkonformität konstatiert.
Aphorismen von Ehrenforth wurden oft plagiiert und beispielsweise als „Fußballsprüche“ veröffentlicht.
Ehrenforth war nicht nur Autor, sondern gab auch Aphorismenbände von Friedrich Hebbel und Ludwig Börne heraus, die später sogar als Lizenzausgaben in der Bundesrepublik Deutschland Verbreitung fanden. Außerdem beabsichtigte er die Herausgabe eines Nietzsche-Bandes, der jedoch nach dem Ende der DDR nicht mehr zustande kam.

## Bücher

### Aphorismenbände
- Sitzbeschwerden. Aphorismen. Mit einem Nachwort von Gerhard Branstner. Eulenspiegel Verlag, Berlin 1979
- Neue Sitzbeschwerden. Aphorismen. Eulenspiegel Verlag, Berlin 1983
- Die unsterbliche Eintagsfliege. Aphorismen, Fabeln und andere Frechheiten. Mitteldeutscher Verlag, Halle/Leipzig 1984
- Bekannte Sitzbeschwerden. Aphorismen. Eulenspiegel Verlag, Berlin 1988 (Dieses Buch vereinigt die Bände Sitzbeschwerden und Neue Sitzbeschwerden.)
- Alte Sitzbeschwerden. Aphorismen. Eulenspiegel Verlag, Berlin 1990.

### Herausgaben
- Friedrich Hebbel: Das gekämmte Gehirn. Aphorismen. Eulenspiegel Verlag, Berlin 1984
- Ludwig Börne: Das Staatspapier des Herzens. Fragmente und Aphorismen. Eulenspiegel Verlag, Berlin 1986